# Serradet de Cal Manel
El Serradet de Cal Manel és una serra situada al municipi de Navès (Solsonès), amb una elevació màxima de 617,9 metres.